# Qianwei Zhen
Qianwei Zhen (kinesiska: 前卫镇) är en köping i Kina. Den ligger i provinsen Liaoning, i den nordöstra delen av landet, omkring 330 kilometer sydväst om provinshuvudstaden Shenyang. Antalet invånare är 21864. Befolkningen består av 10 579 kvinnor och 11 285 män. Barn under 15 år utgör 14,0 %, vuxna 15-64 år 75 %, och äldre över 65 år 10,0 %.
Genomsnittlig årsnederbörd är 736 millimeter. Den regnigaste månaden är juli, med i genomsnitt 195 mm nederbörd, och den torraste är januari, med 4 mm nederbörd.